# Stefan Heumann
Stefan Heumann (* 23. Januar 1978) ist ein deutscher Politikwissenschaftler und Digitalisierungsexperte.

## Leben
Stefan Heumann studierte Politikwissenschaften an der Freien Universität Berlin und an der University of Pennsylvania, wo er 2009 sein Studium mit einer Promotion abschloss. Von August 2009 bis Dezember 2010 lehrte er als Assistant Professor an der University of Northern Colorado. Nach seiner Rückkehr nach Deutschland arbeitete er knapp zwei Jahre von 2011 bis 2013 als Referent für Öffentlichkeitsarbeit im US-Generalkonsulat Hamburg.
Bekannt wurde Stefan Heumann für seine Rolle bei der Entwicklung der Stiftung Neue Verantwortung (heute Interface) zu einem führenden, digitalpolitischen Think Tank in Deutschland und als Digitalisierungsexperte. Ab Mai 2013 baute er gemeinsam mit Ben Scott das Programm „Europäische Digitale Agenda“ auf und legte damit den Grundstein zur Weiterentwicklung der Organisation als digitalpolitischer Think Tank. Er nahm unterschiedliche Leitungsfunktionen bei der Stiftung Neue Verantwortung ein, zuletzt als Mitglied des Vorstands von 2017 bis 2022. Bei der Stiftung Neue Verantwortung initiierte und baute er unter anderem programmatische Arbeit zu staatlicher Überwachung, Cybersicherheit und Künstliche Intelligenz auf, die die Entwicklung und Ausrichtung des Think Tanks prägten. In 2014 und 2015 war er Mitglied der Arbeitsgruppe „Privacy and Transparency Online“ der Freedom Online Coalition und wirkte am Abschlussbericht der Arbeitsgruppe mit. Früh erkannte er die Relevanz neuer Entwicklungen in der Künstlichen Intelligenz für staatliches Handeln. Seine Arbeit zu nationalen KI Strategien führte zu seiner Berufung als Sachverständiger in die Enquete-Kommission Künstliche Intelligenz. Zum Auftakt der Enquete-Kommission im November 2018 setzte er sich dafür ein, damals noch unterbelichtete Themen wie die Auswirkungen von KI auf Demokratie und digitale Öffentlichkeit in den Blick zu nehmen. Neben zahlreichen Papieren bei der Stiftung Neue Verantwortung hat er digitalpolitische Analysen und Gastbeiträge in nationalen und internationalen Medien und Zeitungen veröffentlicht und wurde unter anderem 2017 als Mitglied in den Begleitkreis Technikfeldanalyse der acatech (Deutsche Akademie der Technikwissenschaften) berufen. Er war Mitglied der von Bundesministerium des Innern und für Heimat und des Bundesministeriums für Wirtschaft und Klimaschutz eingesetzten Gründungskommission für ein deutsches Dateninstitut. Gemeinsam mit den weiteren Kommissionsmitgliedern setzte er sich dafür ein, das Dateninstitut auf die Erprobung von Pilotprojekten zum sektorenübergreifenden Datenteilen auszurichten. Vom November 2022 bis Dezember 2024 war er Mitglied im Beirat Digitalstrategie Deutschland des Bundesministerium für Digitales und Verkehr. Seit Dezember 2022 ist er Gründungsgeschäftsführer der Agora Digitale Transformation. Ehrenamtlich engagiert er sich seit 2020 im Vorstand der Open Knowledge Foundation Deutschland.

## Publikationen (Auswahl)
- mit Ben Scott: Agenda für eine erfolgreiche Startup Politik: Vom Gründen über Wachsen zum Internationalisieren. Stiftung Neue Verantwortung, 2014 (Online)
- mit Thorsten Wetzling: Strategische Auslandsüberwachung: Technische Möglichkeiten, rechtlicher Rahmen und parlamentarische Kontrolle. Stiftung Neue Verantwortung. Mai 2014. (Online)
- “From Safe Harbor to Privacy Shield: the Future of transatlantic Data Transfer and its Implications” PinG Privacy in Germany, März 2016 https://doi.org/10.37307/j.2196-9817.2016.03.09
- „Sicherheit im Cyberraum: Eine Kritik des nationalstaatlichen Sicherheitsdenkens angesichts eines globalen Netzwerks“ in Internationale Sicherheit im 21. Jahrhundert, herausgegeben von James Bindenagel, Matthias Herdegen, Karl Kaiser, Bonn University Press 2016
- Nationalstaat gegen Internet. Neue Zürcher Zeitung. 20. September 2016 (Online)
- Staat gegen Netz – Wer kontrolliert die zentralen Zukunftstechnologien des 21. Jahrhunderts? Internationale Politik, September/Oktober 2016, S. 38–43
- Deutschlands Trump-Diplomatie: Transatlantisches Abwarten. FAZ.NET. 11.01.2017 (Online)
- “German Exceptionalism? The Debate About the German Foreign Intelligence Service BND” in Privacy and Power: A transatlantic Dialogue in the Shadow of the NSA-Affair herausgegeben von Russell Miller, Cambridge University Press 2017, S. 349–74
- Außenansicht: die Zukunft des Digitalen. Süddeutsche Zeitung. 22. Februar. 2018 (Online)
- mit Ben Scott, Philippe Lorenz: Artificial Intelligence and Foreign Policy. Stiftung Neue Verantwortung, 2018 (Online)
- mit Dietmar Harhoff, Nicola Jentzsch, Philippe Lorenz: Eckpunkte einer nationalen Strategie für Künstliche Intelligenz. Stiftung Neue Verantwortung, 2018. (Online)
- mit Nicolas Zahn: Erfolgsmessung von KI-Strategien. Mit Indikatoren und Benchmarks die Umsetzung der Strategie erfolgreich steuern. Stiftung Neue Verantwortung. September 2018 (Online)
- Nationale KI Strategien in EU und USA: wie positioniert sich die KI Enquete? Deutscher Bundestag Enquete-Kommission Künstliche Intelligenz Kommissionsdruchsache 19(27)3, November 2018. (Online)
- mit Nicola Jentzsch: Gastkommentar: Deutschland braucht eine Datenstrategie. Handelsblatt. 15. Januar 2019
- mit Florian Theißing, Thilak Mahendran: Mehr als nur ein Digitalministerium. Neue Wege für die Governance der Verwaltungsdigitalisierung auf Bundesebene. Agora Digitale Transformation. 2025 (Online)